# Цесарский, Семён Григорьевич
Семён Григорьевич Цесарский (17 января 1894, с. Большая Выська — 20 августа 1968, Москва) — начальник управления «Севгидрострой» Колэнерго по строительству ГЭС Ковдинского каскада, инженер-полковник, Герой Социалистического Труда.

## Биография
Родился в 1894 году в еврейской семье, в селе Большая Выська Елизаветградского уезда, Херсонской губернии. Окончил хедер.
В 1915 году экстерном сдал экзамены в коммерческое училище, а после Великой Октябрьской социалистической революции два года учился на строительном отделении высших технических курсов в Киеве.
Участник Гражданской войны. В 1919 году окончил кавалерийские курсы. В 1919-20 годах в составе кавалерийского корпуса 1-й Конной армии С. М. Будённого участвовал в Воронежско-Касторненской, Харьковской, Донбасской, Ростово-Новочеркасской и Северо-Кавказской операциях.
Делегат 8-го Всероссийского съезда Советов (1920), утвердившего план ГОЭЛРО. С 1924 года — на службе в органах ГПУ/НКВД. Член ВКП(б) с 1927 года. Был членом коллегии Минморфлота, начальником Главвоенморстроя — военного главка в штатском ведомстве. В начале 1930-х годов руководил строительными работами ИТЛ в Норильске.
С 1937 года — технический руководитель Строительства № 203 НКВД. В 1937-41 годах руководил строительством Мурманского судоремонтного завода, морского порта в посёлке Амдерма (Ненецкий АО).
С ноября 1941 года Строительство № 203 НКВД С. Г. Цесарского полностью переключилось на создание порта в городе Молотовск (Северодвинск). Были построены сплошная линия причалов, временная угольная база для бункеровки судов, нефтебаза для приёма жидкого топлива с прибывающих танкеров, прокладывались подъездные железнодорожные пути. Проводились дноуглубительные работы. Для достижения проектных отметок землечерпательный караван, состоящий из земснарядов «Амур», «Двина» и «Онега», только в 1942 году поднял 3,3 миллиона кубических метров грунта. Это позволило принимать в Молотовске иностранные караваны (PQ-3), (PQ-6). Всего за этот период из Англии и Исландии прибыло семь союзных караванов, и десять транспортов из них были обработаны в Молотовске.
С осени 1942 по февраль 1944 года инженер-полковник НКВД С. Г. Цесарский был начальником Понышского ИТЛ и одновременно начальником строительства Понышской ГЭС на реке Чусовой в Молотовской области (ныне Пермский край). Военные годы не позволили завершить строительство, и оно было законсервировано.
Первую послевоенную пятилетку С. Г. Цесарский работал в системе Министерства энергетики СССР в Москве.
В 1950-х годах на Кольском полуострове начиналось строительство целого каскада гидроэлектростанций. Предполагалось соорудить на реке Ковде три станции — Княжегубскую, Иовскую и Кумскую. В 1951 году С. Г. Цесарский был назначен начальником управления строительства ГЭС Ковдинского каскада. С 1951 по 1956 год коллектив под его руководством возвёл не только первую Княжегубскую ГЭС мощностью 160 МВт, но и несколько водонапорных дамб, а также построил посёлок Зеленоборский. В нём были построены ряд предприятий и заводов, дороги, новая инфраструктура для нормальной жизни жителей.
В сентябре 1956 года С. Г. Цесарский возглавил строительство Красноярской ГЭС. При нём на месте бывшего Знаменского скита начал строиться город Дивногорск. В мае 1957 года был сдан мост через реку Мана, летом 1957 года открыто движение по автодороге до Красноярска, построен Дом культуры на 400 человек. Непосредственно на гидростанции в перемычки котлована первой очереди отсыпаны первые кубометры скальной породы. Гидростроители «вошли» в Енисей. Но в 1959 году из-за конфликта со столичными журналистами во времена «оттепели» он был снят. На посту начальника строительства Красноярской ГЭС его сменил А. Е. Бочкин.
В 1959 году С. Г. Цесарский вернулся на Кольский полуостров и продолжил дело, начатое в начале 1950-х годов — возглавил трест Ковдагэсстрой, позднее «Севгидрострой». Второй станцией Ковдинского каскада стала Иовская ГЭС.
В ходе проведения работ С. Г. Цесарским были применены новые методы строительства и монтажа, что ускорило процесс строительства. Начатая отсыпка морены в плотину ГЭС продолжалась и зимой — это было техническим новшеством в условиях Заполярья. Для повышения эффективности работы Иовской ГЭС в ходе строительства было принято оригинальное решение — в водохранилище ГЭС перебросили сток озёр Таванд и Толванд, для чего на них пришлось построить две плотины и соединительный канал длиной 5 км. Также был полностью построен новый посёлок Зареченск.

Могила Цесарского на Востряковском кладбище Москвы.

28 декабря 1960 года первый агрегат Иовской ГЭС дал ток в Кольскую энергетическую систему. Второй гидроагрегат пустили в 1961 году, а в 1963 году строительство станции было в основном завершено. Мощность станции — 96 МВт. На Иовской ГЭС впервые в Советском Союзе были установлены экспериментальные асинхронно-синхронизированные генераторы для повышения устойчивости дальних электропередач. Параллельно в том же 1963 году был пущена в эксплуатацию и третья в каскаде — Кумская ГЭС.
Указом Президиума Верховного Совета СССР от 1 октября 1963 года за выдающиеся заслуги в гидростроительстве Цесарскому Семёну Григорьевичу присвоено звание Героя Социалистического труда с вручением ордена Ленина и золотой медали «Серп и Молот».
С 1963 года С. Г. Цесарский возглавил строительство на реке Воронья второго каскада — двух Серебрянских ГЭС, а также на реке Тулома восстановление демонтированной и эвакуированной во время войны Нижне-Туломской ГЭС. Здесь был построен новый посёлок энергетиков — Причальный (ныне микрорайон посёлка Мурмаши), начато строительство каскада, а также Кислогубской приливной электростанции.
В 1967 году С. Г. Цесарский по состоянию здоровья оставил стройку и переехал в Москву. Работал заместителем директора Энергетического института имени Г. М. Кржижановского в Москве. Заслуженный строитель РСФСР (1967).
Жил в Москве.
Умер 20 августа 1968 года. Похоронен в Москве на Востряковском еврейском кладбище.

## Память
В посёлке Мурмаши Мурманской области именем С. Г. Цесарского в 1980 году названа улица, на которой он жил в доме № 8.

## Награды
Награждён орденами Ленина, Отечественной войны 2-й степени, «Знак Почёта», медалями.